# Lestradea stappersii
Espèce
Statut de conservation UICN

 LC  : Préoccupation mineure
Lestradea stappersii est une espèce de poisson de la famille des Cichlidés endémique du lac Tanganyika.